# Where the Light Shines Through
Where the Light Shines Through é o décimo álbum de estúdio da banda norte-americana de rock alternativo Switchfoot, lançado em julho de 2016. O disco contou com produção musical do próprio grupo com co-produção de John Fields, responsável por outros trabalhos da banda como The Beautiful Letdown (2003), Nothing Is Sound (2005) e Oh! Gravity. (2006).

## Antecedentes
Em agosto de 2015, foi relatado que o Switchfoot lançaria seu décimo álbum de estúdio em 2016. Em 29 de abril de 2016, a Concord Music Group anunciou que a banda havia assinado um contrato mundial de gravação e co-edição com a Vanguard Records e a empresa de publicação irmã da Concord, The Bicycle Music Company.

## Lançamento e promoção
Em 10 de março de 2016, foi lançado um vídeo de bastidores mostrando a banda trabalhando em seu décimo álbum de estúdio. O título do álbum e a data de lançamento foram oficialmente anunciados em 12 de maio de 2016. Mais tarde, no mesmo dia, a banda lançou um trailer para o álbum, e um videoclipe para uma versão acústica de "Live It Well" no YouTube. "Float" foi lançada nas rádios em 18 de maio de 2016 e seu clipe, filmado em Manila, foi lançado em 25 de maio de 2016. A banda estreou a faixa-título "Where the Light Shines Through" em 3 de junho de 2016, na Del Mar Fair, em San Diego, CA. Seis dias depois, os músicos lançaram a gravação oficial de estúdio da mesma faixa no iTunes.

## Faixas
| N.º | Título                            | Duração |  |
| 1.  | "Holy Water"                      | 3:47    |  |
| 2.  | "Float"                           | 4:12    |  |
| 3.  | "Where the Light Shines Through"  | 4:24    |  |
| 4.  | "I Won't Let You Go"              | 4:47)   |  |
| 5.  | "If the House Burns Down Tonight" | 4:31    |  |
| 6.  | "The Day That I Found God"        | 4:18    |  |
| 7.  | "Shake This Feeling"              | 3:37    |  |
| 8.  | "Bull in a China Shop"            | 3:58    |  |
| 9.  | "Live It Well"                    | 3:56    |  |
| 10. | "Looking for America"             | 3:55    |  |
| 11. | "Healer of Souls"                 | 3:47    |  |
| 12. | "Hope is the Anthem"              | 4:21    |  |

## Desempenho nas paradas
| Parada (2016)                           | Melhor posição |
| --------------------------------------- | -------------- |
| Austrália (ARIA)                        | 34             |
| Canadá (Billboard)                      | 20             |
| New Zealand Heatseekers Albums (RMNZ)   | 1              |
| Suíça (Schweizer Hitparade)             | 69             |
| Estados Unidos (Billboard 200)          | 10             |
| Estados Unidos (Christian Albums)       | 1              |
| Estados Unidos (Top Alternative Albums) | 3              |
| Estados Unidos (Top Rock Albums)        | 3              |

| Parada (2016)                   | Melhor posição |
| ------------------------------- | -------------- |
| US Christian Albums (Billboard) | 28             |